# Zastava Houstona
Zastava Houstona se u današnjem obliku koristi od 1915. godine. Plave je boje, s bijelom zvijezdom petokrakom - simbolom Teksasa, u kojoj se nalazi pečat grada s plugom i lokomotivom.